# Video RAM
Video RAM, hay VRAM, là một biến thể kép của RAM động (DRAM), trước đây thường được sử dụng để lưu trữ bộ đệm khung trong bo mạch đồ họa. 

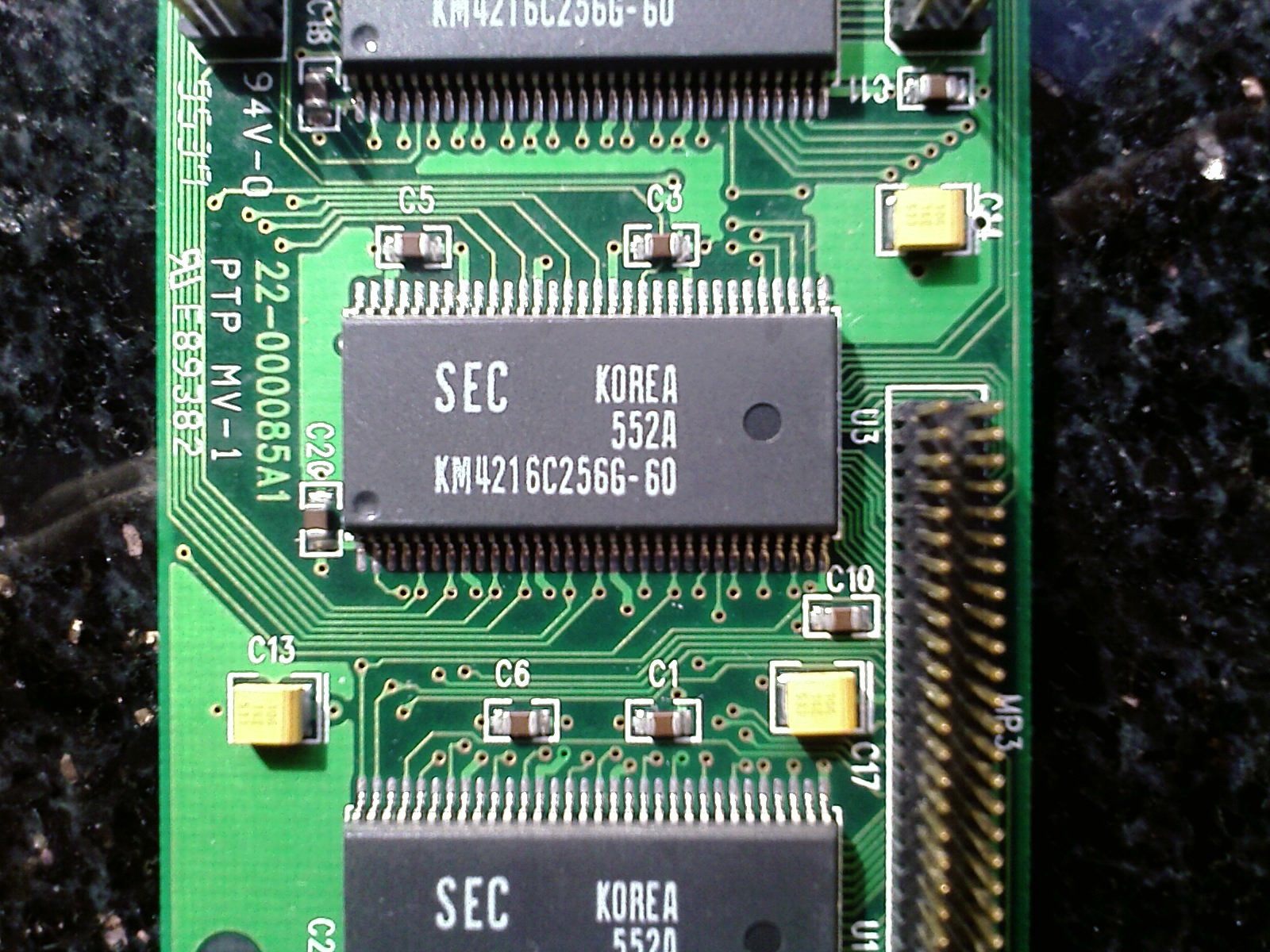
Samsung Electronics VRAM

Nó được F. Dill, D. Ling và R. Matick phát minh tại IBM Research năm 1980, với bằng sáng chế được cấp năm 1985 (Bằng sáng chế Hoa Kỳ 4,541,075).  Việc sử dụng VRAM thương mại đầu tiên là trong bo mạch đồ họa độ phân giải cao được IBM giới thiệu vào năm 1986 cho hệ thống RT PC của mình, thiết lập một tiêu chuẩn mới cho màn hình đồ họa.  Trước khi VRAM phát triển, bộ nhớ cổng kép khá đắt tiền, giới hạn đồ họa bitmap có độ phân giải cao hơn cho các máy trạm cao cấp.  VRAM đã cải thiện thông lượng bộ đệm khung tổng thể, cho phép đồ họa màu chi phí thấp, độ phân giải cao, tốc độ cao.  Các hệ điều hành dựa trên GUI hiện đại được hưởng lợi từ điều này và do đó nó đã cung cấp một thành phần quan trọng để phổ biến các giao diện người dùng đồ họa (GUI) trên toàn thế giới tại thời điểm đó.
VRAM có hai bộ chân đầu ra dữ liệu và do đó hai cổng có thể được sử dụng đồng thời.  Cổng đầu tiên, cổng DRAM, được máy tính chủ truy cập theo cách rất giống với DRAM truyền thống.  Cổng thứ hai, cổng video, thường chỉ đọc và được dành riêng để cung cấp kênh dữ liệu tuần tự, thông lượng cao cho chipset đồ họa.
Các mảng DRAM thông thường thường truy cập vào một hàng bit đầy đủ (tức là một dòng từ) với tối đa 1.024 bit cùng một lúc, nhưng chỉ sử dụng một hoặc một vài trong số này cho dữ liệu thực tế, phần còn lại bị loại bỏ.  Vì các ô DRAM được đọc một cách triệt để, mỗi hàng được truy cập phải được cảm nhận và viết lại.  Do đó, 1.024 bộ khuếch đại cảm giác thường được sử dụng.  VRAM hoạt động bằng cách không loại bỏ các bit thừa phải được truy cập, nhưng sử dụng toàn bộ chúng một cách đơn giản.  Nếu mỗi dòng quét ngang của màn hình được ánh xạ thành một từ đầy đủ, thì khi đọc một từ và chốt tất cả 1.024 bit vào bộ đệm hàng riêng biệt, các bit này sau đó có thể được truyền trực tiếp đến mạch hiển thị.  Điều này sẽ để lại quyền truy cập vào mảng DRAM miễn phí được truy cập (đọc hoặc ghi) trong nhiều chu kỳ, cho đến khi bộ đệm hàng gần như cạn kiệt.  Một chu trình đọc DRAM hoàn chỉnh chỉ được yêu cầu để điền vào bộ đệm hàng, để lại hầu hết các chu kỳ DRAM có sẵn cho các truy cập bình thường.
Hoạt động như vậy được mô tả trong bài báo "Tất cả các bộ nhớ hiển thị raster có thể định địa chỉ" của R. Matick, D. Ling, S. Gupta và F. Dill, Tạp chí R & D của IBM, Tập 28, Số 4, Tháng Bảy 1984, Trang. 379-393.  Để sử dụng cổng video, trước tiên bộ điều khiển sử dụng cổng DRAM để chọn hàng của mảng bộ nhớ sẽ được hiển thị.  VRAM sau đó sao chép toàn bộ hàng đó vào bộ đệm hàng bên trong là thanh ghi thay đổi.  Sau đó, bộ điều khiển có thể tiếp tục sử dụng cổng DRAM để vẽ các đối tượng trên màn hình.  Trong khi đó, bộ điều khiển cung cấp đồng hồ được gọi là shift clock (SCLK) sang cổng video của VRAM.  Mỗi xung SCLK làm cho VRAM phân phối bit dữ liệu tiếp theo, theo thứ tự địa chỉ nghiêm ngặt, từ thanh ghi dịch sang cổng video.  Để đơn giản, bo mạch đồ họa thường được thiết kế sao cho nội dung của một hàng và do đó, nội dung của thanh ghi thay đổi, tương ứng với một đường ngang hoàn chỉnh trên màn hình.
Trong những năm 1990, nhiều hệ thống con đồ họa đã sử dụng VRAM, với số lượng megabits được quảng cáo là một điểm bán hàng.  Vào cuối những năm 1990, các công nghệ DRAM đồng bộ dần trở nên có giá cả phải chăng, dày đặc và đủ nhanh để thay thế VRAM, mặc dù nó chỉ có một cổng và cần nhiều chi phí hơn.  Tuy nhiên, nhiều khái niệm VRAM về bộ đệm và tổ chức trên chip, đã được sử dụng và cải tiến trong các bo mạch đồ họa hiện đại.